# Sextiotalskritik
Sextiotalskritik är en facklitterär bok som kom ut 18 april 1966 hos Norstedts. Boken innehåller litteratur- och kulturkritiska artiklar skrivna av tio olika författare. Den har redigerats av P.O. Enquist, som även skrivit bokens förord.